# Guatlla cara-roja
La guatlla cara-roja (Coturnix pectoralis) és una espècie d'ocell de la família dels fasiànids (Phasianidae). Aquesta guatlla habita praderies i terres de conreu de gairebé tot el continent australià, a excepció de la Península del Cap York. També a Tasmània.